# Linda Christian
Linda Christian (Tampico, Tamaulipas, Mexikó, 1923. november 13. – Palm Springs, Kalifornia, USA, 2011. július 22.) mexikói színésznő, filmszínésznő. 
Számos mexikói és hollywoodi mozifilmben is játszott.
Karrierje csúcspontját az 1940-es és az 1950-es években érte el. Ő játszotta Mara szerepét az utolsó Johnny Weissmuller-féle Tarzan filmben, a Tarzan és a sellőkben (1948). Ő volt az első Bond-lány, 1954-ben a James Bond-regény, a Casino Royale televíziós adaptációjában.

## Élete
Christian, Blanca Rosa Welterként született Tampicóban, Tamaulipasban, Mexikóban. Apja Gerardus Jacob Welter (1904-1981), holland mérnök, anyja német születésű, spanyol, német és francia származású Blanca Rosa Vorhauer (1901-1992). A Welter család sokat költözött, Christian fiatalkorában éltek Dél-Amerikában és Európában, a Közel-Keleten és Afrikában is. Nomád életmódot folytattak ennek eredményeként Christian folyékonyan beszélt franciául, németül, hollandul, spanyolul, angolul, olaszul, sőt egy kicsit arabul és oroszul is.
Christiannak három testvére van, a húga, aki szintén színésznő Ariadna Gloria Welter (1930–1998), és a két öccse, Gerardus Jacob Welter (1924) és Edward Albert Welter (1932).

## Pályafutása
Fiatal korában orvosnak készült. Miután leérettségizett, véletlenül összetalálkozott a televíziós bálványával Errol Flynn-nel, aki rábeszélte, hogy az orvosi pályafutás helyett költözzön Hollywoodba és csináljon színészi karriert.
Nem sokkal Hollywoodba érkezése után Louis B. Mayer titkárnője lett egy Beverly Hills-i divatbemutatón. Aki egy hétéves szerződést ajánlott neki az MGM-mmel, amit Christian elfogadott.
Első filmes szerepét 1944-ben kapta a Up In Arms című musicalben Danny Kaye és Dinah Shore mellett. Ez a film volt Danny Kaye első filmje. Ezt követte a Holiday In Mexico (1946), majd a A zöld delfin utca (1947), egy évvel később pedig az egyik legismertebb filmje a Tarzan és a sellők (1948). Az 1949. január 1-jén megjelent Vogue, egy azóta jól ismert fényképet tett közzé róla.

## Házassága és kapcsolatai
Linda Christian hírneve azonban főként a népszerű színésszel, Tyrone Powerrel (1949–1956) kötött házasságából származik, aki akkoriban Hollywood egyik legnépszerűbb férfiideálja volt. Két lányuk született Taryn Power, színésznő és Romina Power, az Al Bano & Romina Power együttes énekesnője.
Egy hónappal azután, miután elvált Tyrone Powertől, Christiant a spanyol autóversenyzővel, Alfonso de Portagóval látták, akinek felesége az amerikai Carroll de Portago (később Carroll Petrie) akkor nemrég adott életet második gyermekének Anthonynak. Emellett De Portago a modell Dorian Leigh-jel is találkozgatott, akitől törvénytelen fia, Kim született. Lindát lefényképezték az 1957-es Mille Miglia autóversenyen: a híres képen Linda behajol az autóba és csókot ad de Portagonak. De Portago Ferrarijában azonban balesetet szenvedett és meghalt. A sajtó "A halál csókja" címmel aposztrofálta a képet, de Portago csak 28 éves volt. A következő évben Christian, exférje Tyrone Power is meghalt szívrohamban, 44 évesen.
Christian később rövid házasságot kötött a római származású angol színésszel, Edmund Purdommal.
Több lehetőség nyílt arra, hogy Christian és Power együtt dolgoznak, de különböző okok miatt Christian minden ajánlatot visszautasított.

## Halála
2011. július 22-én hunyt el Palm Springsben (Kalifornia), vastagbélrák következtében.

## Filmjei
- 1988 – Cambiamento d'aria
- 1987 – Delitti
- 1987 – Amore inquieto di Maria (Helen)
- 1968 – L’oro del mondo (Mother of Lorena)
- 1967 – Minden dalom a tiéd (Nel sole) (Laura - mother of Lorena)
- 1966 – Bel Ami 2000 oder Wie verführt man einen Playboy? (Lucy’s Mother)
- 1966 – 10.32 (Ellen Martens)
- 1965 – El niño y el muro (Madre Martha)
- 1965 – Az igazság pillanata Il momento della verità (Linda, American woman)
- 1964 – The Beauty Jungle (Rose of England Judge)
- 1964 – …e la donna creò l’uomo (Minelli)
- 1963 – A fontos személyek (Miriam Marshall)
- 1963 – The Dick Powell Show (Susan Lane) – Last of the Private Eyes című epizód
- 1963 – The Lloyd Bridges Show (Taina Haagen) – Waltz of the Two Commuters című epizód
- 1963 – The Alfred Hitchcock Hour (Eva Ahlkey) – An Out for Oscar című epizód
- 1962 – Lasciapassare per il morto (Eva)
- 1962 – The Devil’s Hand (Bianca Milan)
- 1961 – Appuntamento a Ischia (Mercedes)
- 1960 – Das große Wunschkonzert (Vilma Cortini)
- 1959 – Peter Voss, der Held des Tages (Grace McNaughty)
- 1959 – Abschied von den Wolken (Gräfin Colmar)
- 1959 – A hét sólyom háza The House of the Seven Hawks (Elsa)
- 1956 – Thunderstorm (Maria Ramon)
- 1955 – Tormenta
- 1954 – Athena (Beth Hallson)
- 1954 – Climax! (Valerie Mathis)
- 1953 – Slaves of Babylon (Panthea hercegnő)
- 1952 – The Happy Time (Mignonette Chappuis)
- 1952 – Battle Zone (Jeanne)
- 1951 – A Revü hajó (kórus énekes)
- 1948 – Tarzan és a sellők (Mara)
- 1947 – A zöld delfin utca (Hine-Moa)
- 1946 – Holiday in Mexico (Angel)
- 1945 – Club Havana (Cigarette Girl)
- 1944 – Anyámasszony katonája (Goldwyn Girl)
- 1943 – El peñón de las Ánimas (Linda Welter)